# Santuario de la Virgen de Farners

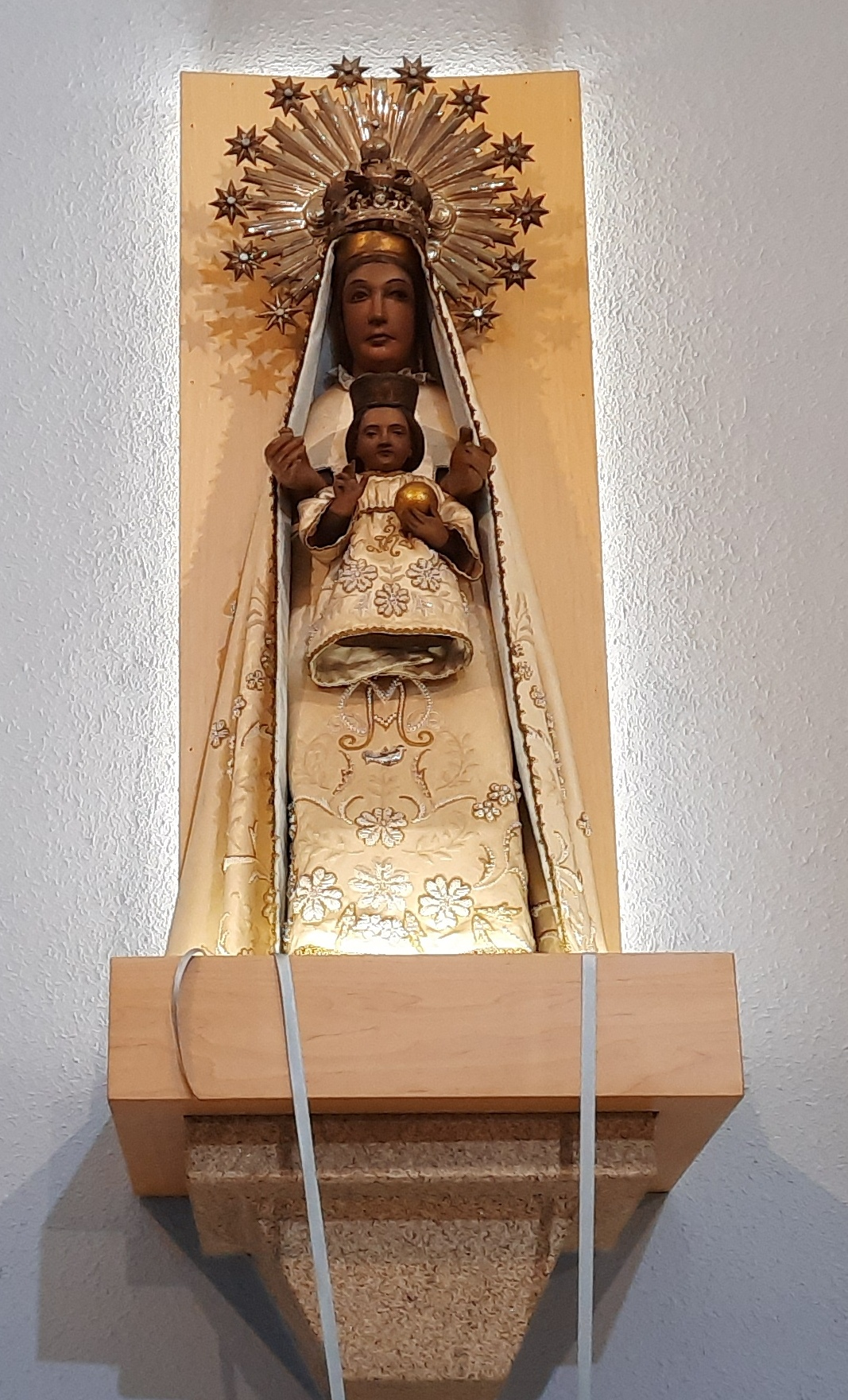
Virgen de Farners

El santuario de la Virgen de Farners es un edificio construido a los pies del castillo de Farners, perteneciente al municipio de Santa Coloma de Farnés.
La construcción inicial del siglo XI estaba ubicada en el actual ábside, si bien no se conserva. La construcción actual del 
ábside semicircular y alargado, con un diámetro de 3,60 metros y cubierto con una bóveda de cuarto de esfera alargada, corresponde al 
año 1200 cuando también se amplió con el presbiterio y camarín de la Virgen.
A lo largo del siglo XVIII se amplió la ermita con un crucero con cúpula elíptica, nave de entrada y porche dejándola como es en la actualidad; en el año 1883 se construyó la escalera y el coro. Dentro hay un sencillo retablo barroco con la Virgen de Farners, una talla románica restaurada recientemente. Por detrás del retablo está el camarín de la Virgen. El retablo está adornado con las esculturas de los dos santos locales: San Salvador de Horta a la derecha y San Dalmau a la izquierda. Bajo los pies de la virgen, se han conservado las antiguas pinturas que representan las Ánimas del Purgatorio. El altar a la derecha del crucero, hay una imagen de san Enrique emperador y en el altar de la izquierda, tiene las imágenes de San Joaquín y Santa Ana con la Virgen.